# Amitermes coachellae
Amitermes coachellae är en termitart som beskrevs av Light 1930. Amitermes coachellae ingår i släktet Amitermes och familjen Termitidae. Inga underarter finns listade i Catalogue of Life.